# Bollinger County
Bollinger County is een county in de Amerikaanse staat Missouri.
De county heeft een landoppervlakte van 1.608 km² en telt 12.029 inwoners (volkstelling 2000). De hoofdplaats is Marble Hill.